# Ростов-Главный
Росто́в-Гла́вный — узловая железнодорожная станция Ростовского региона Северо-Кавказской железной дороги, находящаяся в городе Ростове-на-Дону, административном центре Ростовской области. Станция включает в себя два вокзала; Главный и Пригородный, открытый в 1962 году. В 2009 году завершена коренная реконструкция и ремонт здания Пригородного вокзала.

## Предыстория
Первоначально предполагалось возвести железнодорожный вокзал не в Ростове-на-Дону, а в более крупном и экономически развитом соседнем Нахичеване-на-Дону. Однако в 1873 году нахичеванская дума отклонила предложение построить в городе железнодорожный вокзал и мост через реку Дон. Отказ был мотивирован опасениями в связи с возможным наплывом в город неармянского населения и ассимиляцией.

## История
Датой основания ростовского вокзала можно считать январь 1876 года, когда он принял первый поезд. Именно тогда он стал общим для трёх железных дорог, существовавших в те годы, в том числе одной из крупнейших в России Ростовско-Владикавказской. Годом ранее был также открыт для движения поездов железнодорожный мост через Дон, построенный по проекту инженера Э. М. Зубова. Мост был одноколейным и включал в себя пять пролетов. Ростовский вокзал того времени был огромным трёхэтажным зданием, построенным явно «на вырост» с учётом перспектив развития города и транспортного узла. Его проект был прислан из министерства путей сообщения. Имя архитектора вокзала неизвестно.
Появление железнодорожного вокзала послужило сильным толчком к развитию экономики города. Ростов-на-Дону стал крупным торгово-промышленным центром юга России, отняв пальму первенства у Нахичевани-на-Дону, обогнав его в экономическом росте. Именно после постройки железнодорожного вокзала в Ростов переселилось большинство известных нахичеванских купцов. К началу XX века в Ростове имелось большое количество доходных домов, магазинов, заводов и даже кинотеатров принадлежащих нахичеванским армянам.
Железная дорога Ростов — Краснодар всегда была одной из самых востребованных пассажирских магистралей страны. В конце 1930-х годов на черноморских курортах и курортах Кавказских Минеральных Вод отдыхали сотни тысяч человек, число пассажиров возрастало.
Осенью 1941 года ростовский вокзал был разрушен после ожесточённого воздушного налёта фашистской авиации.
Здание не раз подвергалось достройкам, восстановлению и реконструкциям. Первый «большой» ростовский вокзал простоял более ста лет. В конце 1970-х годов здание разобрали по частям для того, чтобы освободить место новому вокзалу с гостиницей-высоткой.

## Современность
Последняя реконструкция вокзала была завершена в 2004 году. Зал ожидания вмещает 600 посадочных мест, на первом перроне установлены скамейки и цветочные клумбы. Цветы высажены и на Привокзальной площади.
В 2006 году через ростовский вокзал было отправлено более 1,5 миллиона пассажиров. Выручка от продажи проездных документов составила около 606,5 миллиона рублей.
В 2006 году несколько поездов дальнего следования, чтобы разгрузить станцию Ростов-Главный, были переведены на станцию Ростов-Первомайский в западной части города, где был открыт новый вокзал вместимостью 100 пассажиров.
В летний сезон 2013 года через станцию Ростов-Главный начались регулярные рейсы скорых поездов № 101/102, 103/104 и 19/20 с новым двухсистемным пассажирским электровозом ЭП20. Электровозы при этом идут без смены от Москвы до Адлера и от Москвы до Ростова и обратно.
В 2018 году завершилась модернизация вокзала станции Ростов-Главный..

## Сообщение по станции
По состоянию на 2018 год по станции курсируют следующие поезда пригородного сообщения:
| Пригородное    | Пригородное                                   | Пригородное    | Пригородное                                   |
| № поезда       | Маршрут движения                              | № поезда       | Маршрут движения                              |
| -------------- | --------------------------------------------- | -------------- | --------------------------------------------- |
| 6021           | Азов — Ростов-на-Дону                         | 6022           | Ростов-на-Дону — Азов                         |
| 6023           | Азов — Ростов-на-Дону                         | 6024           | Ростов-на-Дону — Азов                         |
| 6071           | Таганрог — Ростов-на-Дону                     | 6072           | Ростов-на-Дону — Таганрог                     |
| 6073           | Таганрог — Ростов-на-Дону                     | 6072           | Ростов-на-Дону — Таганрог                     |
| 6075           | Таганрог — Ростов-на-Дону                     | 6076           | Ростов-на-Дону — Таганрог                     |
| 6077           | Таганрог — Ростов-на-Дону                     | 6078           | Ростов-на-Дону — Таганрог                     |
| 6079           | Таганрог — Ростов-на-Дону                     | 6080           | Ростов-на-Дону — Таганрог                     |
| 6081           | Успенская — Ростов-на-Дону                    | 6074           | Ростов-на-Дону — Успенская                    |
| 6083           | Таганрог — Ростов-на-Дону                     | 6508           | Ростов-на-Дону — Таганрог                     |
| 6085           | Таганрог — Ростов-на-Дону                     | 6082           | Ростов-на-Дону — Таганрог                     |
| 6087           | Таганрог — Ростов-на-Дону                     | 6510           | Ростов-на-Дону — Таганрог                     |
| 6089           | Таганрог — Ростов-на-Дону                     | 6084           | Ростов-на-Дону — Таганрог                     |
| 6151/6051      | Кущёвка — Ростов-на-Дону                      | 6060/6860      | Ростов-на-Дону — Кущёвка                      |
| 6155           | Ростов-на-Дону — Лихая                        | 6156           | Лихая — Ростов-на-Дону                        |
| 6157           | Ростов-на-Дону — Лихая                        | —              |                                               |
| 6161           | Ростов-на-Дону — Лихая                        | 6162           | Лихая — Ростов-на-Дону                        |
| 6163           | Ростов-на-Дону — Лихая                        | 6164           | Лихая — Ростов-на-Дону                        |
| 6169           | Ростов-на-Дону — Усть-Донецкая                | 6170           | Усть-Донецкая — Ростов-на-Дону                |
| 6255/6253      | Тихорецкая — Ростов-на-Дону                   | 6250/6252      | Ростов-на-Дону — Тихорецкая                   |
| 6270/6268/6265 | Краснодар — Ростов-на-Дону                    | 6264/6265/6267 | Ростов-на-Дону — Краснодар                    |
| 6282/6181      | Староминская — Ростов-на-Дону                 | 6240/6241      | Ростов-на-Дону — Староминская                 |
| 6284/6183      | Староминская — Ростов-на-Дону                 | 6172/6171      | Ростов-на-Дону — Староминская                 |
| 6286/6185      | Староминская — Ростов-на-Дону                 | 6174/6273      | Ростов-на-Дону — Староминская                 |
| 6290/6189      | Староминская — Ростов-на-Дону                 | 6178/6277      | Ростов-на-Дону — Староминская                 |
| 6296/6294/6291 | Краснодар — Ростов-на-Дону                    | 6298/6295/6293 | Ростов-на-Дону — Краснодар                    |
| —              |                                               | 6356/6160      | Глубокая — Ростов-на-Дону                     |
| —              |                                               | 6364/6358/6158 | Чертково — Глубокая — Ростов-на-Дону          |
| 6401           | Батайск — Ростов-на-Дону                      | 6402           | Ростов-на-Дону — Батайск                      |
| 6501           | Таганрог — Ростов-на-Дону                     | 6502           | Ростов-на-Дону — Таганрог                     |
| 6505           | Таганрог — Ростов-на-Дону                     | 6504           | Ростов-на-Дону — Таганрог                     |
| 6507           | Таганрог — Ростов-на-Дону                     | 6506           | Ростов-на-Дону — Таганрог                     |
| 6515/6615/6517 | Ростов-на-Дону — Чертково до 28.11.2018       | 6518/6616/6516 | Чертково — Ростов-на-Дону до 28.11.2018       |
| 6515/6615/6517 | Ростов-на-Дону — Кутейниково после 28.11.2018 | 6518/6616/6516 | Кутейниково — Ростов-на-Дону после 28.11.2018 |
| 6667           | Ростов-на-Дону — Лихая                        | —              |                                               |
| 6811           | Сальск — Ростов-на-Дону                       | 6812           | Ростов-на-Дону — Сальск                       |
| 6815/6813      | Волгодонская — Ростов-на-Дону                 | 6814/6816      | Ростов-на-Дону — Волгодонская                 |
| 6819/6829      | Куберле — Ростов-на-Дону                      | 6830/6820      | Ростов-на-Дону — Куберле                      |
| 6853/6053      | Тихорецкая — Ростов-на-Дону                   | 6758/6858      | Ростов-на-Дону — Тихорецкая                   |
| 6855/6055      | Кущёвка — Ростов-на-Дону                      | 6054/6854      | Ростов-на-Дону — Кущёвка                      |
| 6859/6059      | Кущёвка — Ростов-на-Дону                      | 6052/6852      | Ростов-на-Дону — Кущёвка                      |
| 6971/6871      | Тихорецкая — Ростов-на-Дону                   | 6872/6972      | Ростов-на-Дону — Тихорецкая                   |

### Дальнее
По графику 2024/2027 годов по станции курсируют следующие поезда дальнего следования:
| Круглогодичное обращение поездов | Круглогодичное обращение поездов | Круглогодичное обращение поездов | Круглогодичное обращение поездов |
| № поезда                         | Маршрут движения                 | № поезда                         | Маршрут движения                 |
| -------------------------------- | -------------------------------- | -------------------------------- | -------------------------------- |
| 3 «Кавказ»                       | Кисловодск — Москва              | 4 «Кавказ»                       | Москва — Кисловодск              |
| 3 «2-этажный»                    | Кисловодск — Москва              | 4 «2-этажный»                    | Москва — Кисловодск              |
| 7 «Таврия»                       | Севастополь — Санкт-Петербург    | 8 «Таврия»                       | Санкт-Петербург — Севастополь    |
| 11                               | Анапа — Москва                   | 12                               | Москва — Анапа                   |
| 19 «Премиум»                     | Ростов-на-Дону — Москва          | 20 «Премиум»                     | Москва — Ростов-на-Дону          |
| 27 «Таврия 2-этажный»            | Симферополь — Москва             | 28 «Таврия 2-этажный»            | Москва — Симферополь             |
| 29 «Премиум»                     | Новороссийск — Москва            | 30 «Премиум»                     | Москва — Новороссийск            |
| 33 «Осетия»                      | Владикавказ — Москва             | 34 «Осетия»                      | Москва — Владикавказ             |
| 35 «Северная Пальмира 2-этажный» | Адлер — Санкт-Петербург          | 36 «Северная Пальмира 2-этажный» | Санкт-Петербург — Адлер          |
| 49                               | Кисловодск — Санкт-Петербург     | 50                               | Санкт-Петербург — Кисловодск     |
| 75 «Таврия»                      | Симферополь — Омск               | 76 «Таврия»                      | Омск — Симферополь               |
| 83                               | Адлер — Москва                   | 84                               | Москва — Адлер                   |
| 87                               | Адлер — Нижний Новгород          | 88                               | Нижний Новгород — Адлер          |
| 91 «Таврия»                      | Севастополь — Москва             | 92 «Таврия»                      | Москва — Севастополь             |
| 99                               | Кисловодск — Нижний Новгород     | 100                              | Нижний Новгород — Кисловодск     |
| 101 «Премиум»                    | Адлер — Москва                   | 102 «Премиум»                    | Москва — Адлер                   |
| 103 «Премиум» 2-этажный          | Адлер — Москва                   | 104 «Премиум» 2-этажный          | Москва — Адлер                   |
| 109                              | Анапа — Москва                   | 110                              | Москва — Анапа                   |
| 115                              | Адлер — Томск                    | 116                              | Томск — Адлер                    |
| 121                              | Владикавказ — Санкт-Петербург    | 122                              | Санкт-Петербург — Владикавказ    |
| 125                              | Новороссийск — Москва            | 126                              | Москва — Новороссийск            |
| 135                              | Махачкала — Санкт-Петербург      | 136                              | Санкт-Петербург — Махачкала      |
| 139                              | Адлер — Барнаул                  | 140                              | Барнаул — Адлер                  |
| 141 «Таврия»                     | Симферополь — Пермь              | 142 «Таврия»                     | Пермь — Симферополь              |
| 143                              | Кисловодск — Москва              | 144                              | Москва — Кисловодск              |
| 145 «Ингушетия»                  | Назрань — Москва                 | 146 «Ингушетия»                  | Москва — Назрань                 |
| 149                              | Минеральные Воды — Минск         | 150                              | Минск — Минеральные Воды         |
| 301                              | Адлер — Минск                    | 302                              | Минск — Адлер                    |
| 305                              | Сухум — Москва                   | 306                              | Москва — Сухум                   |
| 309                              | Адлер — Воркута                  | 310                              | Воркута — Адлер                  |
| 311                              | Новороссийск — Воркута           | 312                              | Воркута — Новороссийск           |
| 335                              | Новороссийск — Екатеринбург      | 336                              | Екатеринбург — Новороссийск      |
| 339                              | Новороссийск — Нижний Новгород   | 340                              | Нижний Новгород — Новороссийск   |
| 373 «Таврия»                     | Симферополь — Смоленск           | 374 «Таврия»                     | Смоленск — Симферополь           |
| 381                              | Грозный — Москва                 | 382                              | Москва — Грозный                 |
| 385                              | Адлер — Архангельск              | 386                              | Архангельск — Адлер              |
| 389                              | Анапа — Минск                    | 390                              | Минск — Анапа                    |
| 391                              | Баку — Ростов-на-Дону            | 392                              | Ростов-на-Дону — Баку            |
| 407                              | Адлер — Челябинск                | 408                              | Челябинск — Адлер                |
| 449                              | через Первомайскую               | 450                              | Самара — Адлер                   |
| 641                              | Адлер — Ростов-на-Дону           | 642                              | Ростов-на-Дону — Адлер           |
| 805 «Ласточка»                   | Новороссийск — Ростов-на-Дону    | 808 «Ласточка»                   | Ростов-на-Дону — Новороссийск    |
| 807 «Ласточка»                   | Краснодар — Ростов-на-Дону       | 806 «Ласточка»                   | Ростов-на-Дону — Краснодар       |
| 809 «Ласточка»                   | Кисловодск — Ростов-на-Дону      | 810 «Ласточка»                   | Ростов-на-Дону — Кисловодск      |

| Сезонное обращение поездов | Сезонное обращение поездов     | Сезонное обращение поездов | Сезонное обращение поездов     |
| № поезда                   | Маршрут движения               | № поезда                   | Маршрут движения               |
| -------------------------- | ------------------------------ | -------------------------- | ------------------------------ |
| 61                         | Нальчик — Москва               | 62                         | Москва — Нальчик               |
| 151                        | Анапа — Москва                 | 152                        | Москва — Анапа                 |
| 155                        | Анапа — Москва                 | 156                        | Москва — Анапа                 |
| 161                        | Анапа — Ростов-на-Дону         | 162                        | Ростов-на-Дону — Анапа         |
| 163 «Таврия»               | Феодосия — Москва              | 164 «Таврия»               | Москва — Феодосия              |
| 173 «Таврия»               | Евпатория — Москва             | 174 «Таврия»               | Москва — Евпатория             |
| 177 «Таврия»               | Феодосия — Санкт-Петербург     | 178 «Таврия»               | Санкт-Петербург — Феодосия     |
| 179 «Таврия»               | Евпатория — Санкт-Петербург    | 180 «Таврия»               | Санкт-Петербург — Евпатория    |
| 187                        | Новороссийск — Архангельск     | 188                        | Архангельск — Новороссийск     |
| 201                        | Адлер — Москва                 | 202                        | Москва — Адлер                 |
| 213                        | Ростов-на-Дону — Саратов       | 214                        | Саратов — Ростов-на-Дону       |
| 221                        | Анапа — Архангельск            | 222                        | через Первомайскую             |
| 225                        | Адлер — Мурманск               | 226                        | Мурманск — Адлер               |
| 227                        | Новороссийск — Санкт-Петербург | 228                        | Санкт-Петербург — Новороссийск |
| 233                        | Адлер — Екатеринбург           | 234                        | Екатеринбург — Адлер           |
| 237                        | Анапа — Москва                 | 238                        | Москва — Анапа                 |
| 241                        | Адлер — Иркутск                | 242                        | Иркутск — Адлер                |
| 245                        | Ейск — Санкт-Петербург         | 246                        | Санкт-Петербург — Ейск         |
| 247                        | Анапа — Санкт-Петербург        | 248                        | Санкт-Петербург — Анапа        |
| 251                        | Адлер — Барнаул                | 252                        | Барнаул — Адлер                |
| 253                        | Кисловодск — Ростов-на-Дону    | 254                        | Ростов-на-Дону — Кисловодск    |
| 259                        | Анапа — Санкт-Петербург        | 260                        | Санкт-Петербург — Анапа        |
| 261                        | Адлер — Архангельск            | 262                        | Архангельск — Адлер            |
| 267                        | Новороссийск — Сосногорск      | 268                        | через Первомайскую             |
| 269                        | Адлер — Чита                   | 270                        | Чита — Адлер                   |
| 273                        | Адлер — Северобайкальск        | 274                        | Северобайкальск — Адлер        |
| 281                        | Адлер — Череповец              | 282                        | Череповец — Адлер              |
| 283                        | Анапа — Череповец              | 284                        | через Первомайскую             |
| 285                        | Новороссийск — Мурманск        | 286                        | Мурманск — Новороссийск        |
| 289                        | Анапа — Екатеринбург           | 290                        | Екатеринбург — Анапа           |
| 293                        | Анапа — Мурманск               | 294                        | Мурманск — Анапа               |
| 459                        | Адлер — Тамбов                 | 460                        | Тамбов — Адлер                 |
| 469                        | Новороссийск — Саратов         | 470                        | Саратов — Новороссийск         |
| 471                        | Адлер — Москва                 | 472                        | Москва — Адлер                 |
| 473                        | через Первомайскую             | 474                        | Самара — Анапа                 |
| 475                        | Адлер — Москва                 | 476                        | Москва — Адлер                 |
| 479                        | Сухум — Санкт-Петербург        | 480                        | Санкт-Петербург — Сухум        |
| 481                        | Новороссийск — Москва          | 482                        | Москва — Новороссийск          |
| 487                        | Сухум — Самара                 | 488                        | Самара — Сухум                 |
| 495                        | Адлер — Кострома               | 496                        | Кострома — Адлер               |
| 505                        | Новороссийск — Тамбов          | 506                        | Тамбов — Новороссийск          |
| 507                        | Новороссийск — Ижевск          | 508                        | Ижевск — Новороссийск          |
| 511                        | Адлер — Москва                 | 512                        | Москва — Адлер                 |
| 513                        | через Первомайскую             | 514                        | Тамбов — Анапа                 |
| 515                        | Анапа — Ижевск                 | 516                        | Ижевск — Анапа                 |
| 517                        | Анапа — Москва                 | 518                        | Москва — Анапа                 |
| 525                        | Анапа — Саратов                | 526                        | Саратов — Анапа                |
| 533                        | Адлер — Москва                 | 534                        | Москва — Адлер                 |
| 539                        | Анапа — Кострома               | 540                        | через Первомайскую             |
| 541                        | Адлер — Москва                 | 542                        | Москва — Адлер                 |
| 547                        | Сухум — Москва                 | 548                        | Москва — Сухум                 |
| 549                        | Адлер — Тольятти               | 550                        | Тольятти — Адлер               |
| 555                        | Адлер — Смоленск               | 556                        | Смоленск — Адлер               |
| 557                        | Адлер — Печора                 | 558                        | Печора — Адлер                 |
| 563                        | Анапа — Москва                 | 564                        | через Первомайскую             |
| 579                        | Сухум — Белгород               | 580                        | Белгород — Сухум               |
| 587                        | Имеретинский курорт — Москва   | 588                        | Москва — Имеретинский курорт   |
| 637                        | Адлер — Ростов-на-Дону         | 638                        | Ростов-на-Дону — Адлер         |

## Фотогалерея

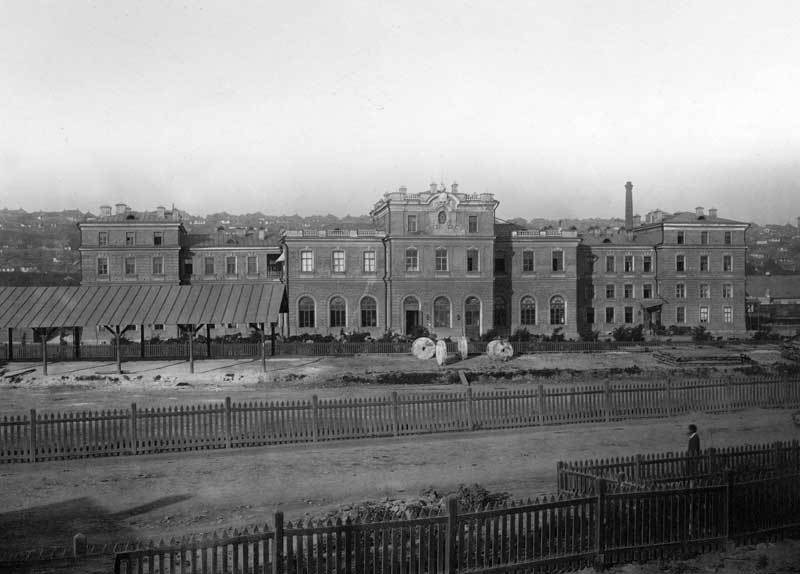
Старое здание вокзала в 1875 году
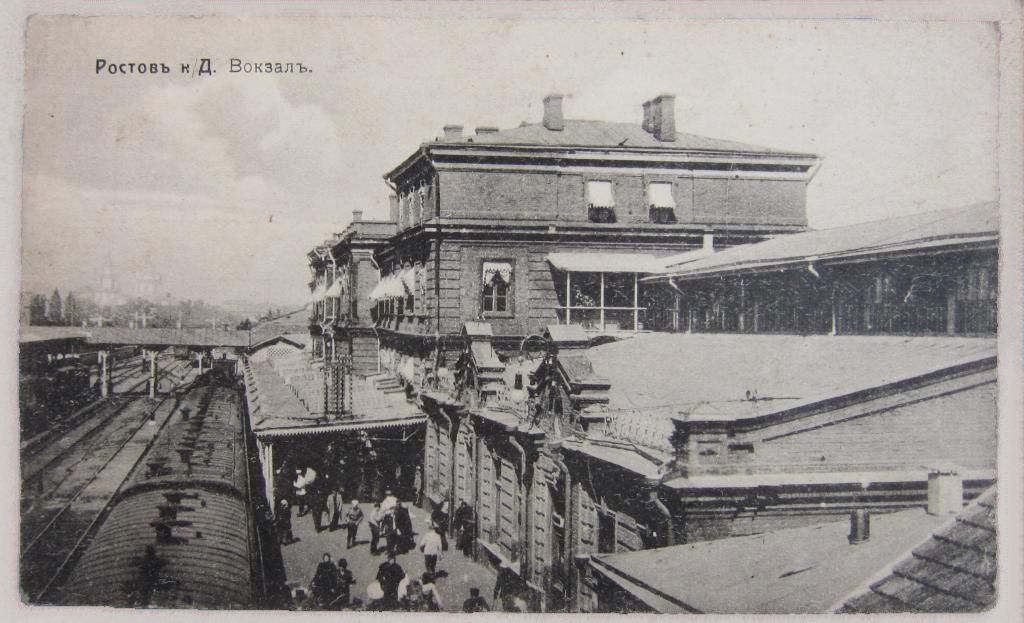
Перрон в 1900 году
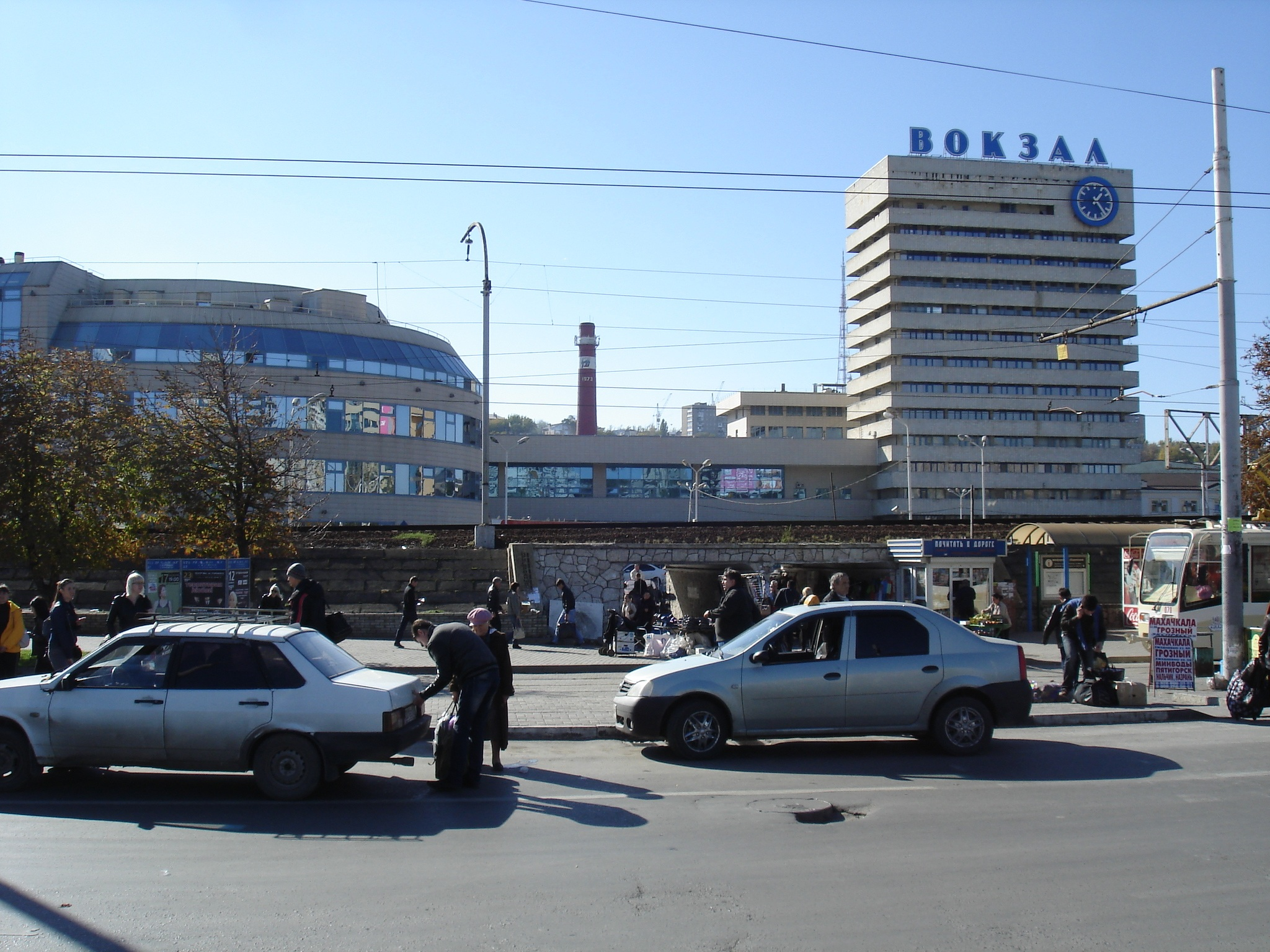
Вид на здание вокзала с улицы
Памятные доски защитникам вокзала в годы Великой Отечественной аойны
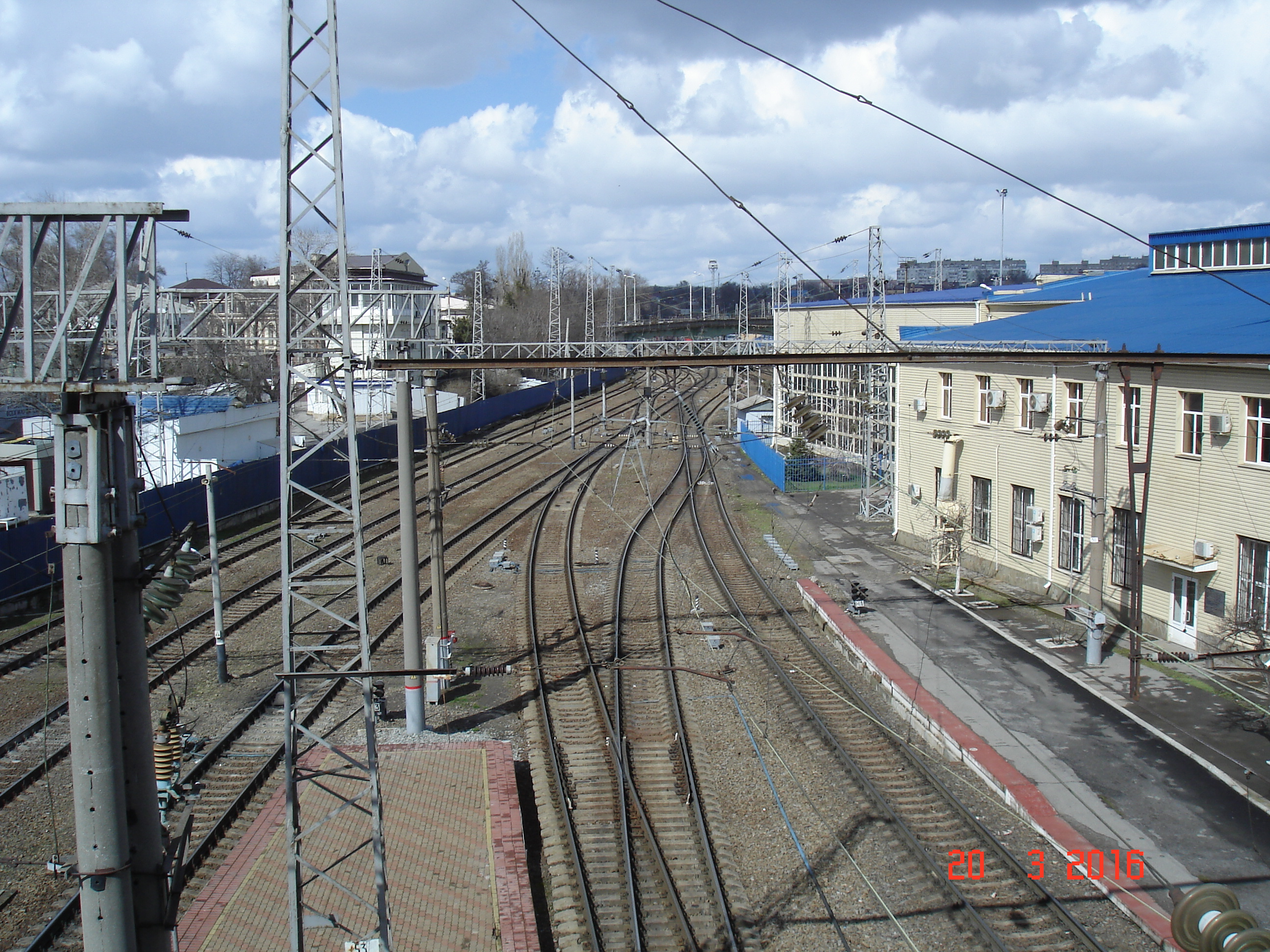
Северный въезд-выезд станции
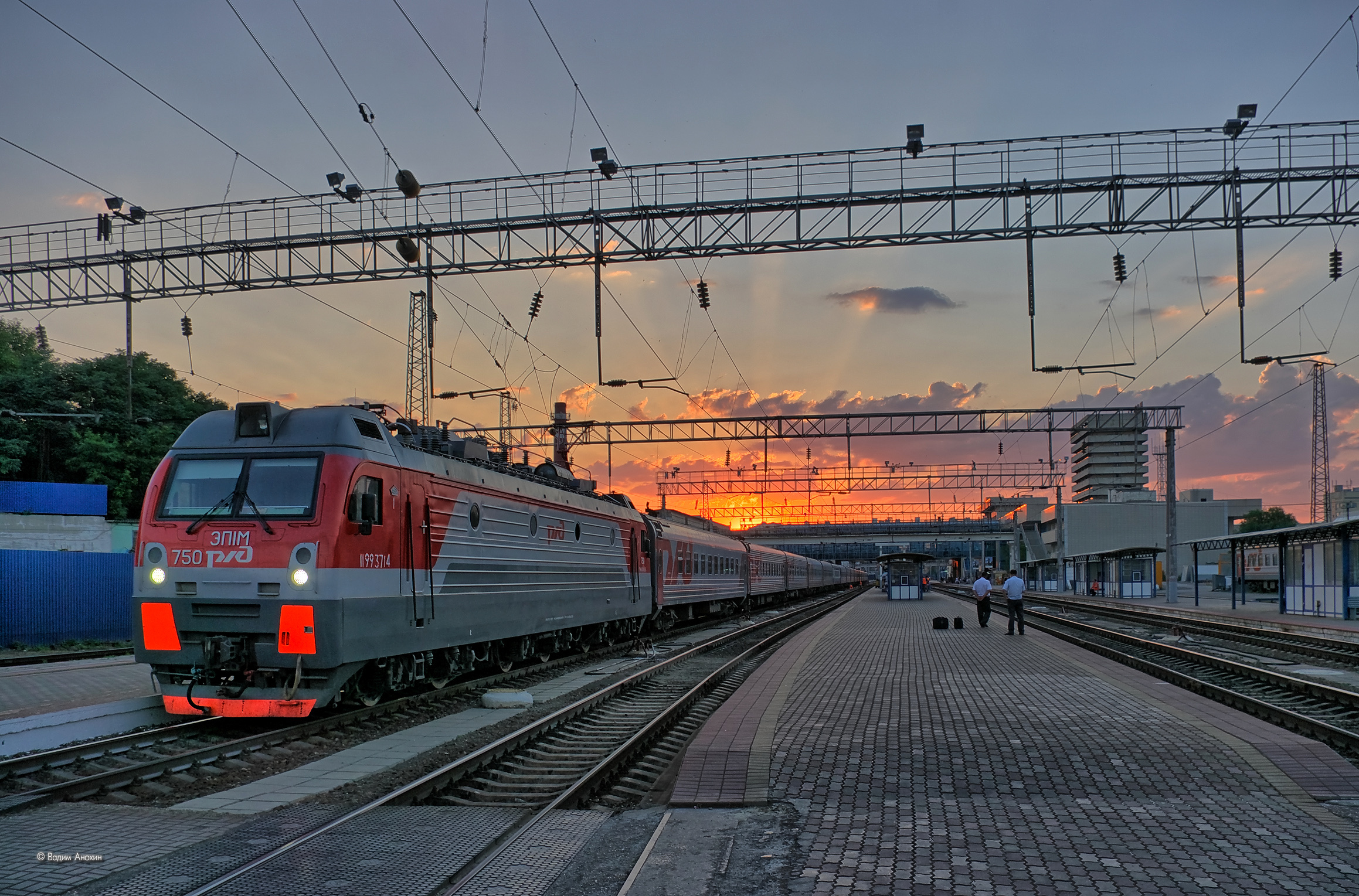
Станция Ростов-Главный летним вечером
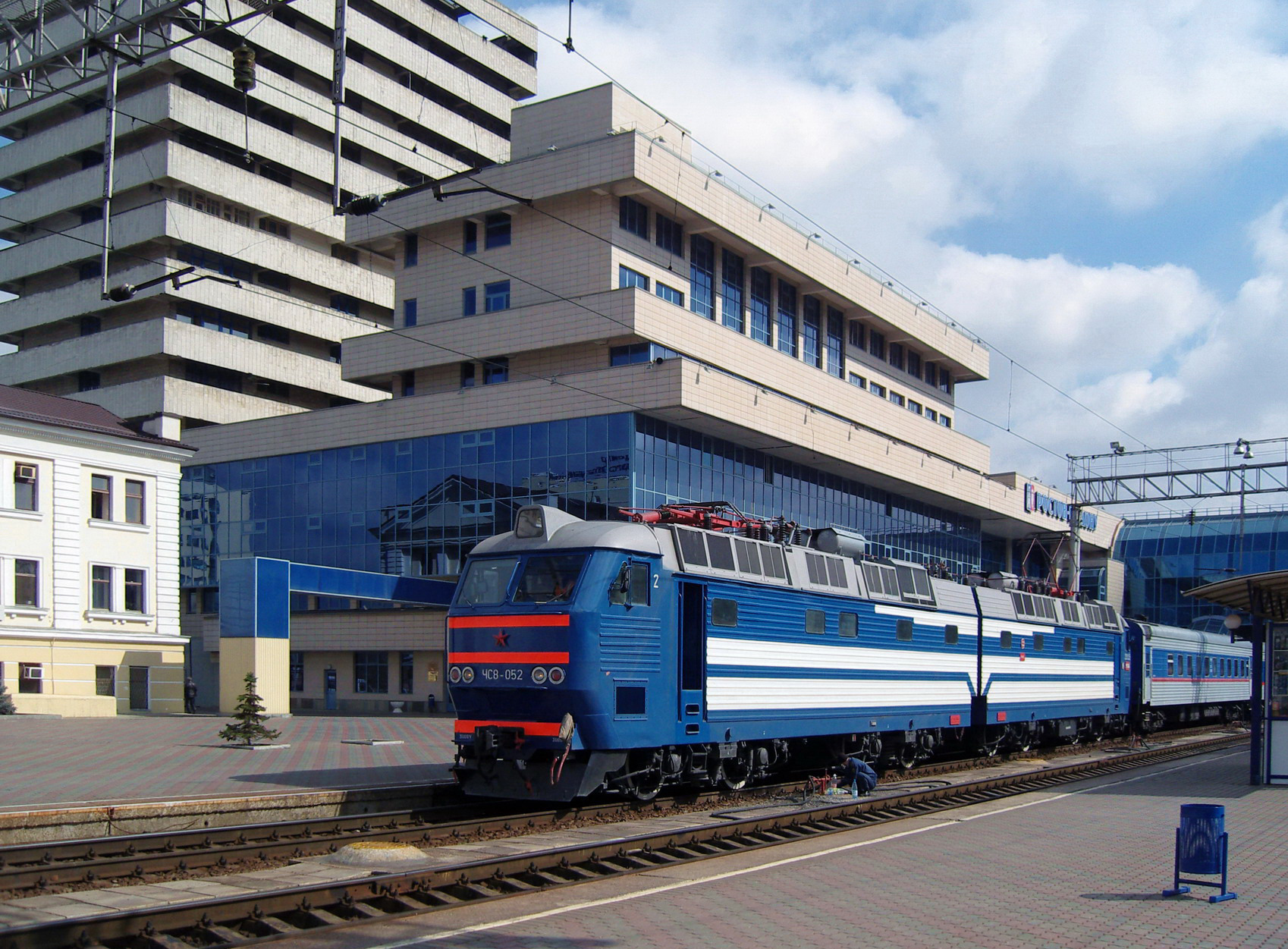
Фирменный поезд «Тихий Дон» на станции
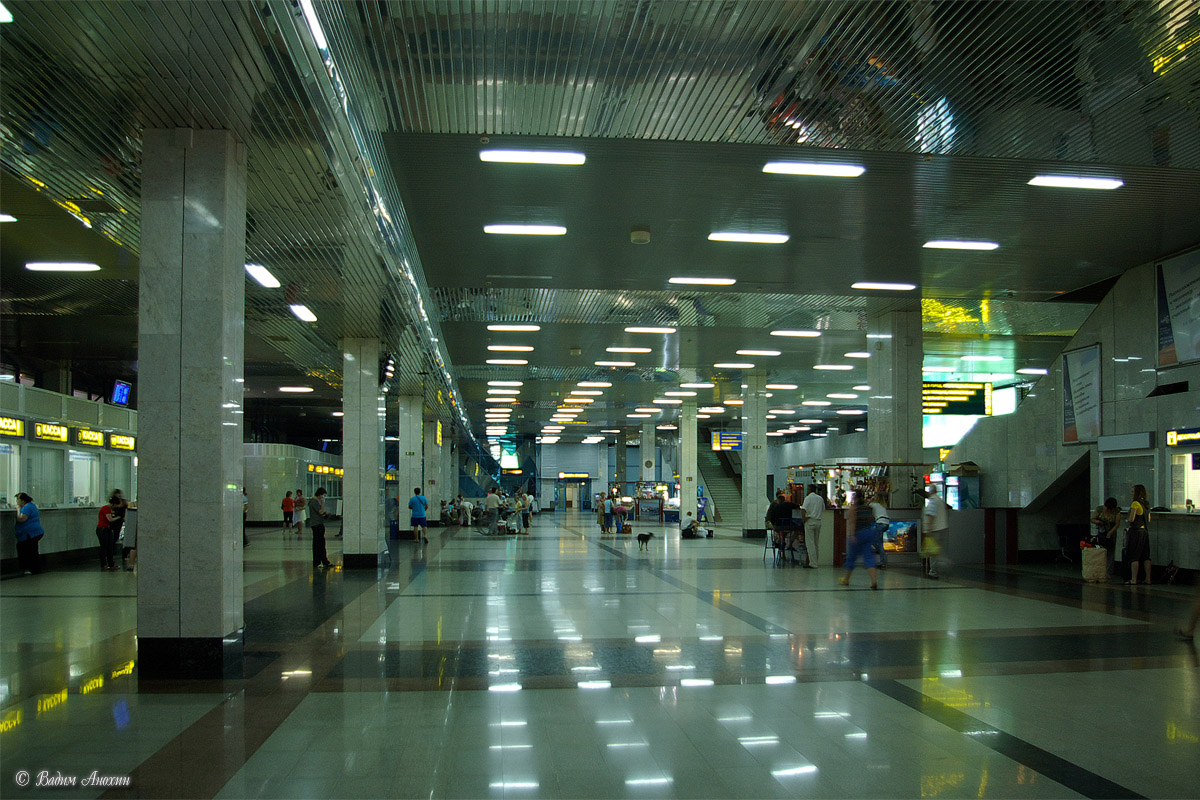
Первый этаж вокзала
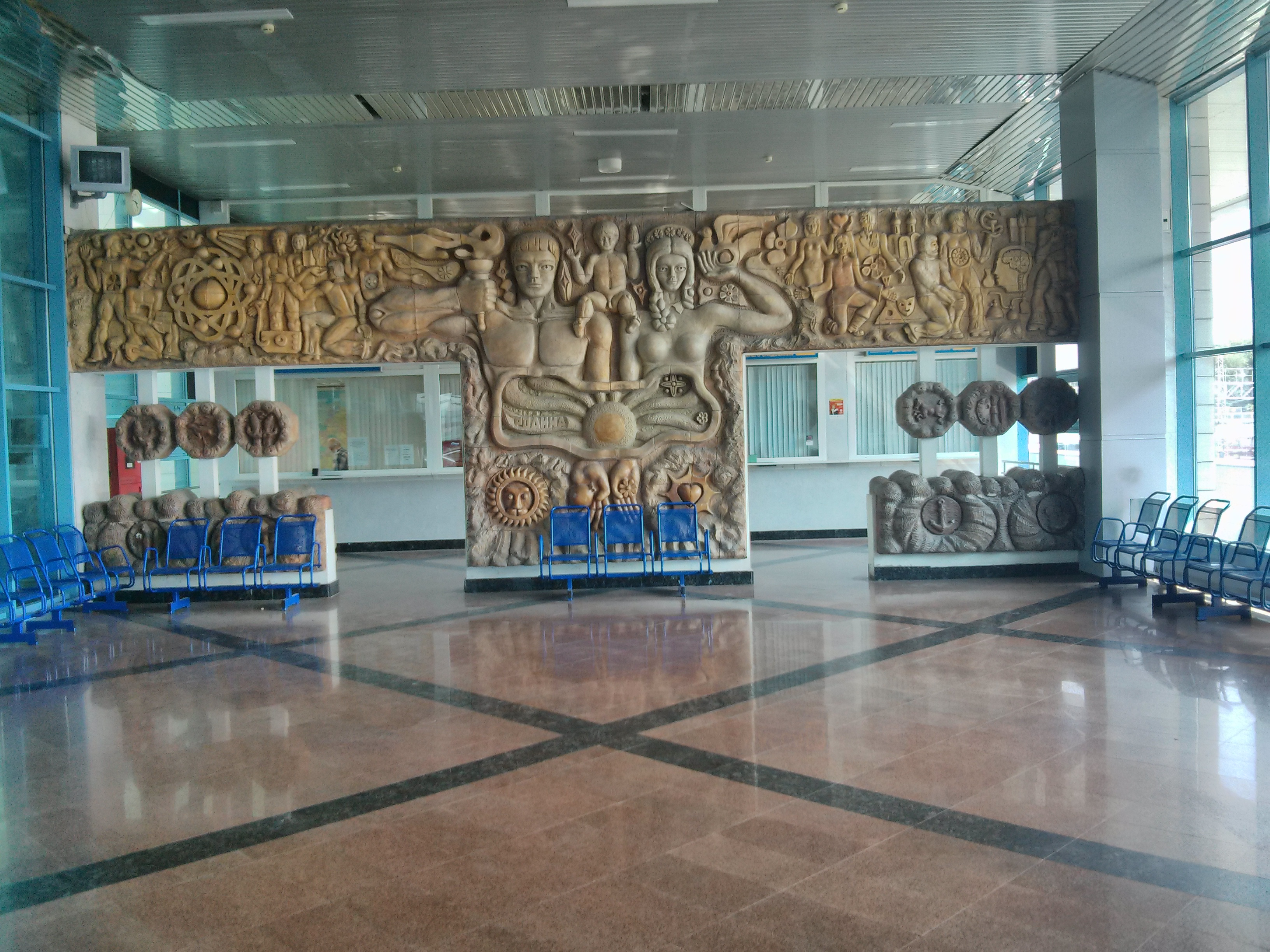
Барельефы внутри вокзала